# Jerzy Androsiuk
Jerzy Aleksy Androsiuk (ur. 24 grudnia 1922 w Białowieży, zm. 24 marca 1995) – polski architekt, profesor nauk technicznych, nauczyciel akademicki Politechniki Warszawskiej.

## Życiorys
W 1951 ukończył studia na Wydziale Architektury Politechniki Warszawskiej, od 1957 był członkiem oddziału warszawskiego Stowarzyszenia Architektów Polskich. W 1988 uzyskał tytuł profesora tytularnego, posiadał status architekta twórcy.
Pochowany na cmentarzu prawosławnym w Warszawie (kw. 44, rząd 4, miejsce 16).

## Projekty i realizacje
- koncepcja architektoniczna osiedla Kalinowszczyzna w Lublinie (1967, współautorzy: Stanisław Fijałkowski, Janusz Makowiecki, Rita Nowakowska i Tadeusz Nowakowski)[1];
- koncepcja programowo-przestrzenna i techniczna osiedla Tarchomin w Warszawie (1974) – I nagroda[2];